# Grand Prix Polski Strongman 2008
Grand Prix Polski Strongman 2008 – indywidualne zawody siłaczy.
Data: 2 sierpnia 2008 r.

Miejsce: Radom  Polska

WYNIKI ZAWODÓW:
| Miejsce | Zawodnik              | Kraj            | Punkty |
| ------- | --------------------- | --------------- | ------ |
| 1.      | Mariusz Pudzianowski  | Polska          | 55     |
| 2.      | Krzysztof Radzikowski | Polska          | 45     |
| 3.      | Raivis Vidzis         | Łotwa           | 30     |
| 4.      | Krzysztof Schabowski  | Polska          | 30     |
| 5.      | Mark Felix            | Wielka Brytania | 28     |
| 6.      | Richard Skog          | Norwegia        | 25     |
| 7.      | Tarmo Mitt            | Estonia         | 22     |
| 8.      | Tomasz Żocholl        | Polska          | 14     |